# Bosch (serie televisiva)
Bosch è una serie televisiva statunitense prodotta da Amazon Studios e tratta dai romanzi di Michael Connelly con protagonista il detective Harry Bosch, interpretato da Titus Welliver.
In Italia, la prima stagione è andata in onda sul canale a pagamento Premium Crime dal 24 febbraio al 27 aprile 2016 e in chiaro sul canale TOP Crime dal 30 gennaio al 27 febbraio 2017. Le successive stagioni vengono pubblicate sul servizio on demand Prime Video, da aprile 2017.
Il 6 maggio 2022 è uscito lo spin-off della serie, Bosch: l'eredità, che vede il detective alla prese con la sua attività di investigatore dopo essere andato in pensione.

## Trama
Harry Bosch è un detective della squadra omicidi del dipartimento di polizia di Los Angeles, sezione di Hollywood. Accompagnato dal suo partner, il detective Jerry Edgar, Bosch terrà delle indagini, spesso seguendo i suoi metodi controversi piuttosto quanto previsto dal regolamento, per risolvere diversi casi di omicidi portando avanti in parallelo le investigazioni sulla misteriosa morte di sua madre, avvenuta quando era ancora un bambino e del quale non è mai stato trovato il colpevole, spesso lavorando direttamente con il tenente Grace Billets, comandante della squadra omicidi, e il vice capo della polizia Irvin Irving. Bosch dovrà anche riuscire a conciliare il lavoro come detective con il rapporto complesso con la ex moglie Eleanor Wish e la figlia adolescente Maddie.

## Episodi
| Stagione         | Episodi | Pubblicazione USA | Prima TV Italia |
| ---------------- | ------- | ----------------- | --------------- |
| Prima stagione   | 10      | 2014-2015         | 2016            |
| Seconda stagione | 10      | 2016              | 2017            |
| Terza stagione   | 10      | 2017              | 2017            |
| Quarta stagione  | 10      | 2018              | 2018            |
| Quinta stagione  | 10      | 2019              | 2019            |
| Sesta stagione   | 10      | 2020              | 2020            |
| Settima stagione | 8       | 2021              | 2021            |

## Personaggi e interpreti

### Principali
- Detective Harry Bosch (stagioni 1-7), interpretato da Titus Welliver e doppiato da Francesco Prando.
- Detective Jerry Edgar (stagioni 1-7), interpretato da Jamie Hector e doppiato da Marco Vivio.
- Tenente Grace Billets (stagioni 1-7), interpretata da Amy Aquino e doppiata da Barbara Castracane.
- Vice-capo Irvin Irving (stagioni 1-7), interpretato da Lance Reddick e doppiato da Roberto Draghetti (st. 1-6) e da Roberto Pedicini (st. 7).
- Eleanor Wish (stagioni 1-2, 4; guest 3), interpretata da Sarah Clarke e doppiata da Claudia Razzi.
- Maddie Bosch (stagioni 1-7), interpretata da Madison Lintz e doppiata da Martina Cornacchia (st. 1), Beatrice Manfredi (st. 2-3) e da Margherita De Risi (st. 4-7)
- Honey "Money" Chandler (stagione 7; ricorrente 1-6), interpretata da Mimi Rogers e doppiata da Isabella Pasanisi.
- Detective Santiago "Jimmy" Robertson (stagione 7; ricorrente 3-6), interpretato da Paul Calderón e doppiato da Oliviero Dinelli.

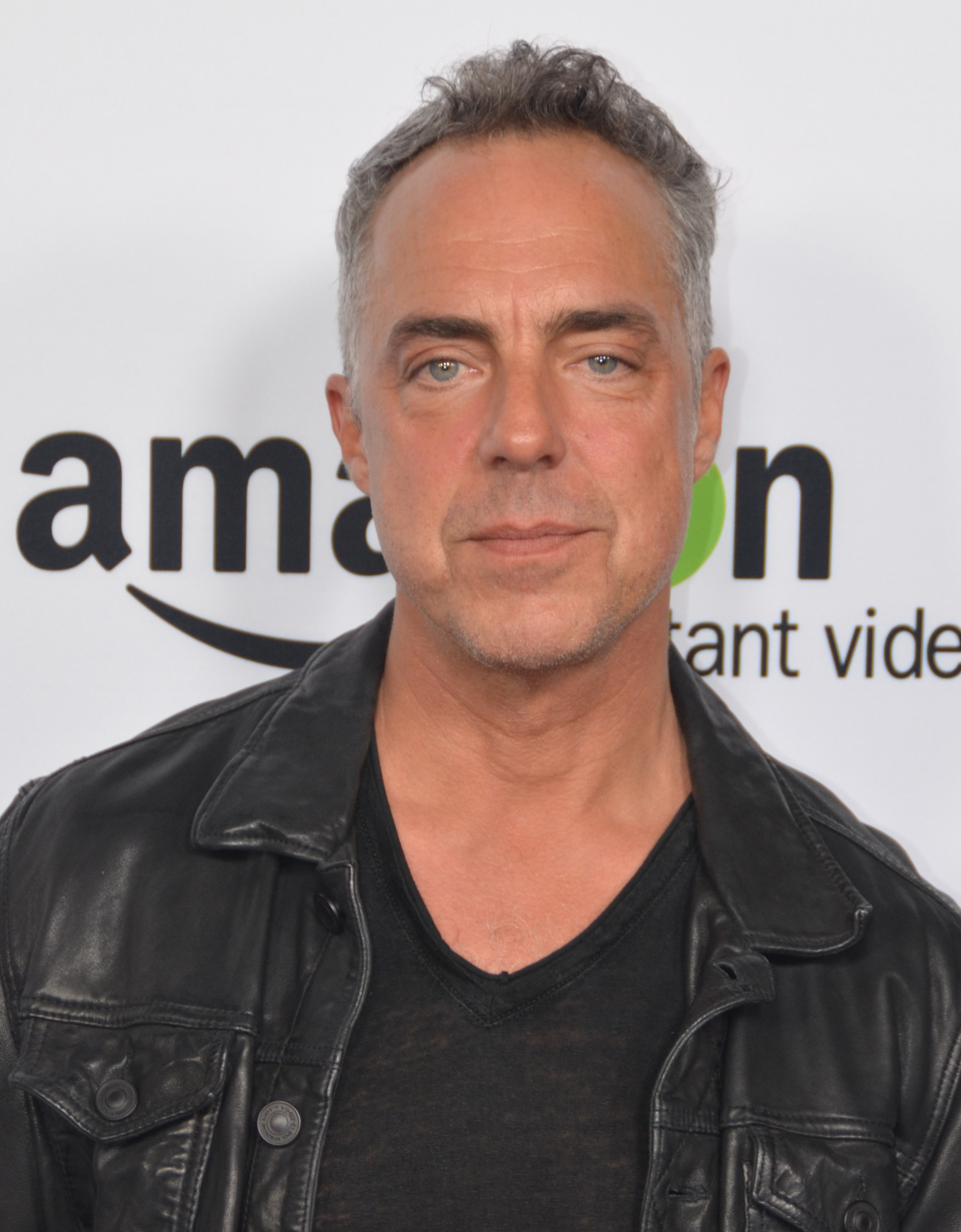
Titus Welliver interpreta Harry Bosch
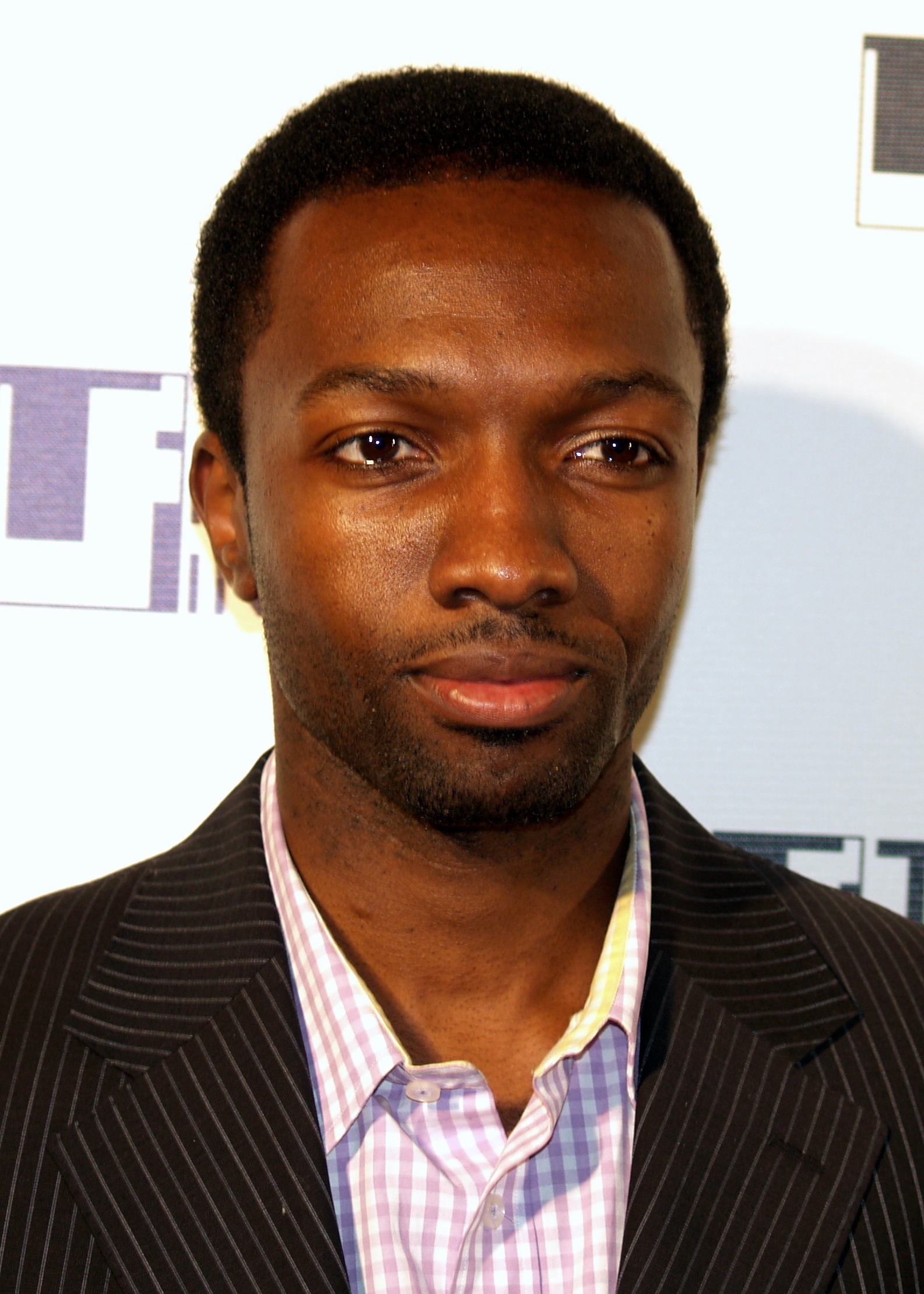
Jamie Hector interpreta Jerry Edgar
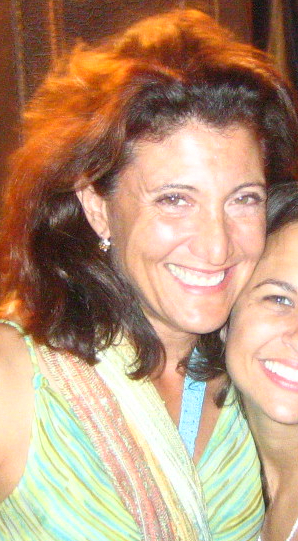
Amy Aquino interpreta Grace Billets
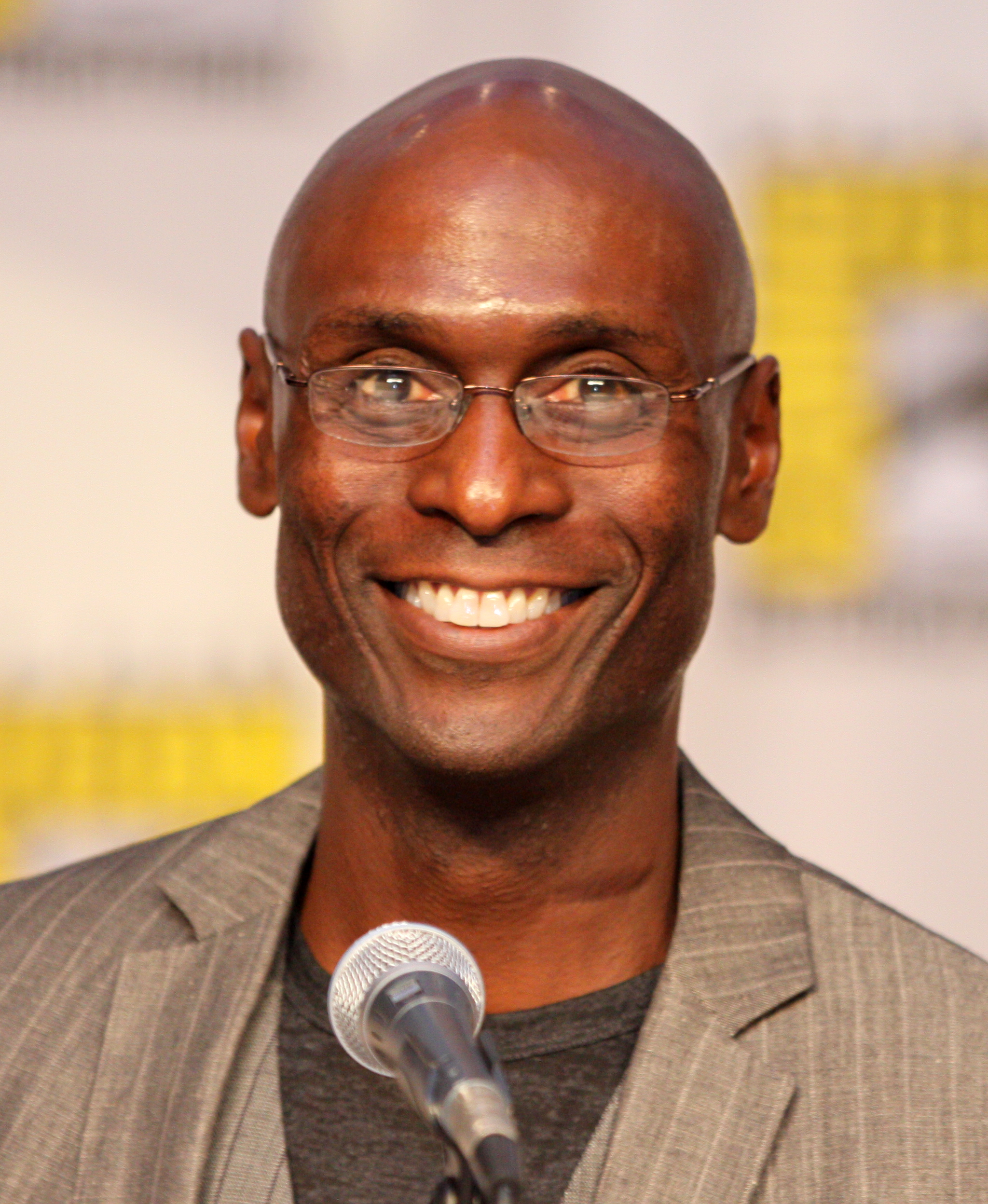
Lance Reddick interpreta Irvin Irving
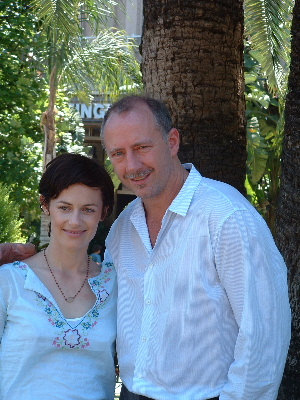
Sarah Clarke interpreta Eleanor Wish
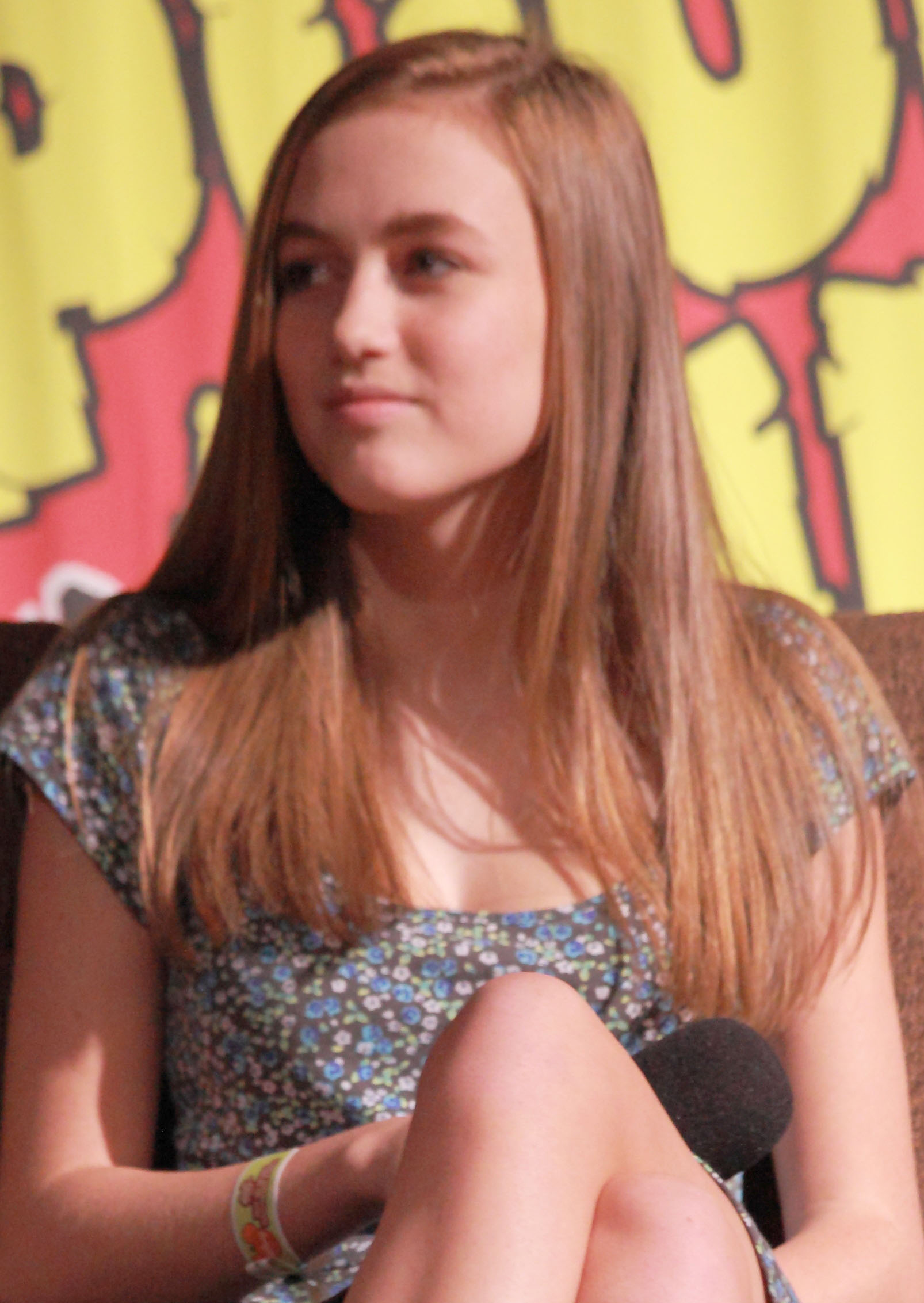
Madison Lintz interpreta Maddie Bosch
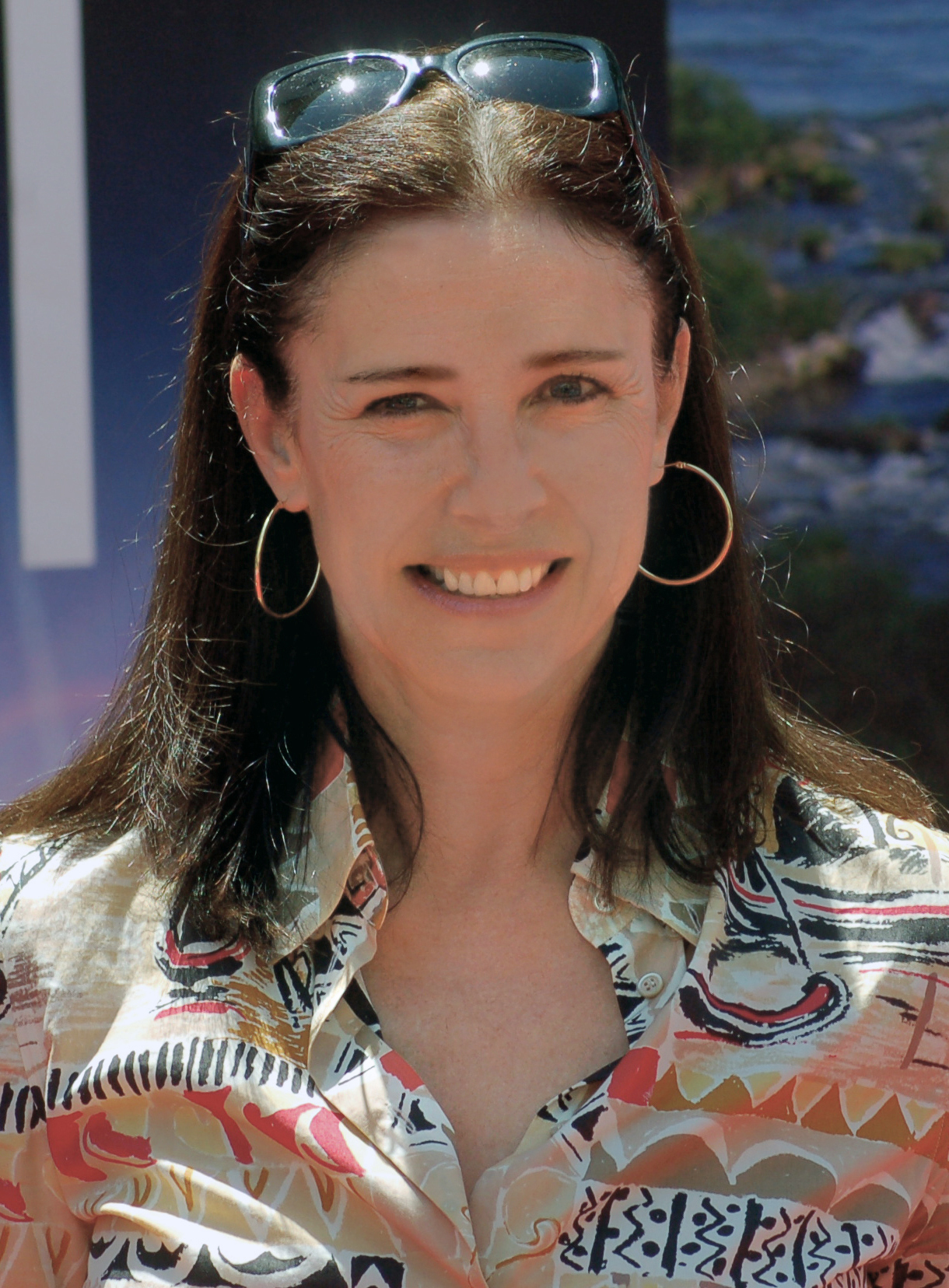
Mimi Rogers interpreta Honey Chandler

### Personaggi secondari
- Annie Wersching è l'agente Julia Brasher
- Jason Gedrick è Raynard Waits
- Jeri Ryan è Veronica Allen
- Brent Sexton è Carl Nash
- Alan Rosenberg è il dottor William Golliher
- Mark Derwin è il capitano Harvey Pounds
- Abraham Benrubi è Rodney Belk
- Troy Evans è il detective Johnson
- Gregory Scott Cummins è il detective Moore
- Steven Culp è il vice procuratore Richard O'Shea
- Scott Klace è il sergente John Mankiewicz
- Deji LaRay è l'agente Julius Edgewood
- DaJuan Johnson è il detective Rondell Pierce
- Jacqueline Obradors è la detective Christina Vega
- Eric Ladin è Scott Anderson
- Bess Armstrong è il giudice Donna Sobel
- Mark Herrier è il capitano Dennis Cooper
- Joni Bovill è Ida
- Veronica Cartwright è Janet Saxon
- Rose Rollins è il detective Kizmin Rider
- Robbie Jones è l'agente George Irving
- Erika Alexander è Connie Irving
- James Ransone è Eddie Arceneaux
- Leisha Hailey è Maureen O'Grady
- Emilia Zoryan è Layla
- Linda Park è Jun Park

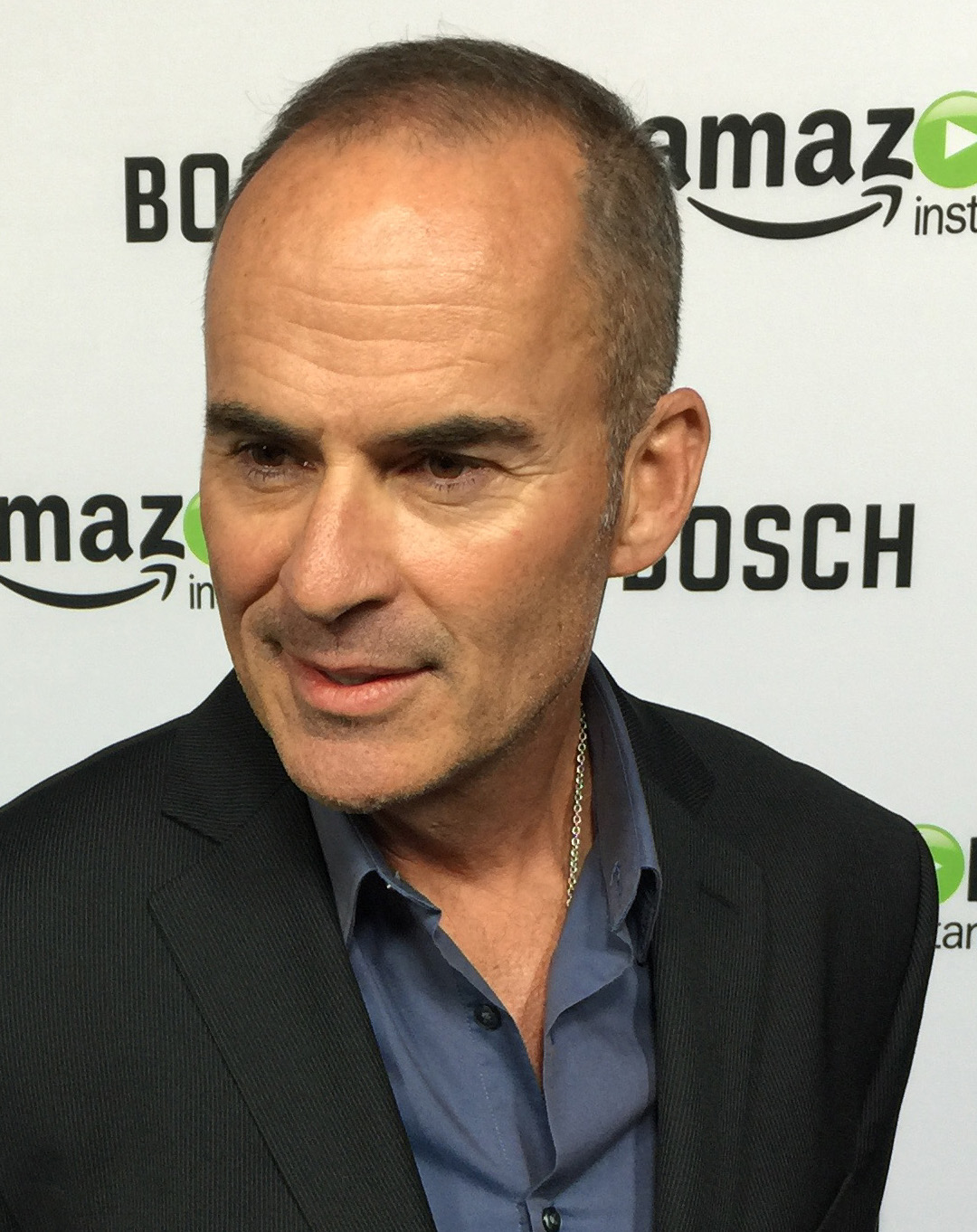
Mark Derwin interpreta Harvey Pounds
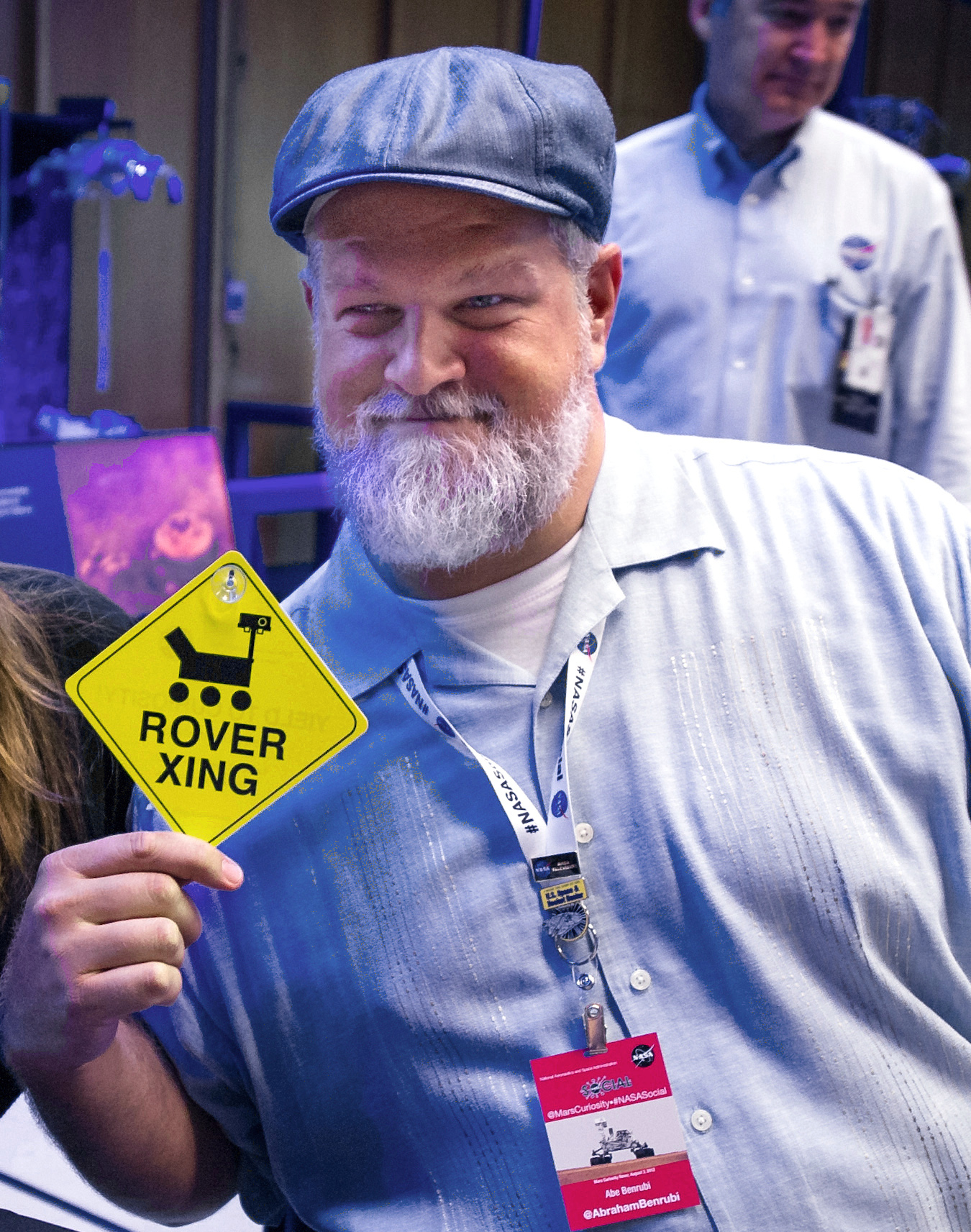
Abraham Benrubi interpreta Rodney Belk
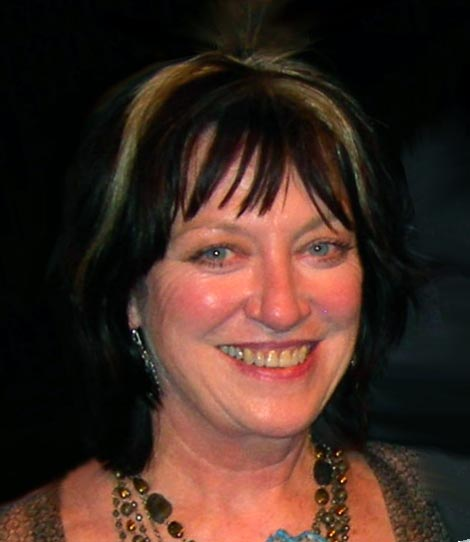
Veronica Cartwright interpreta Janet Saxon
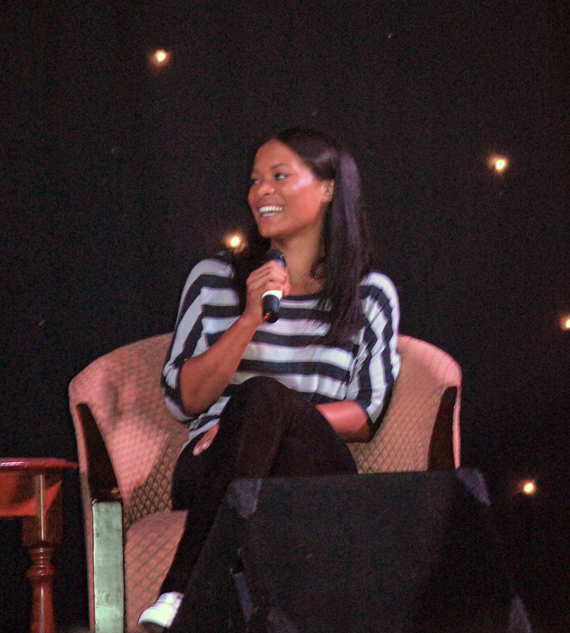
Rose Rollins interpreta Kizmin Rider
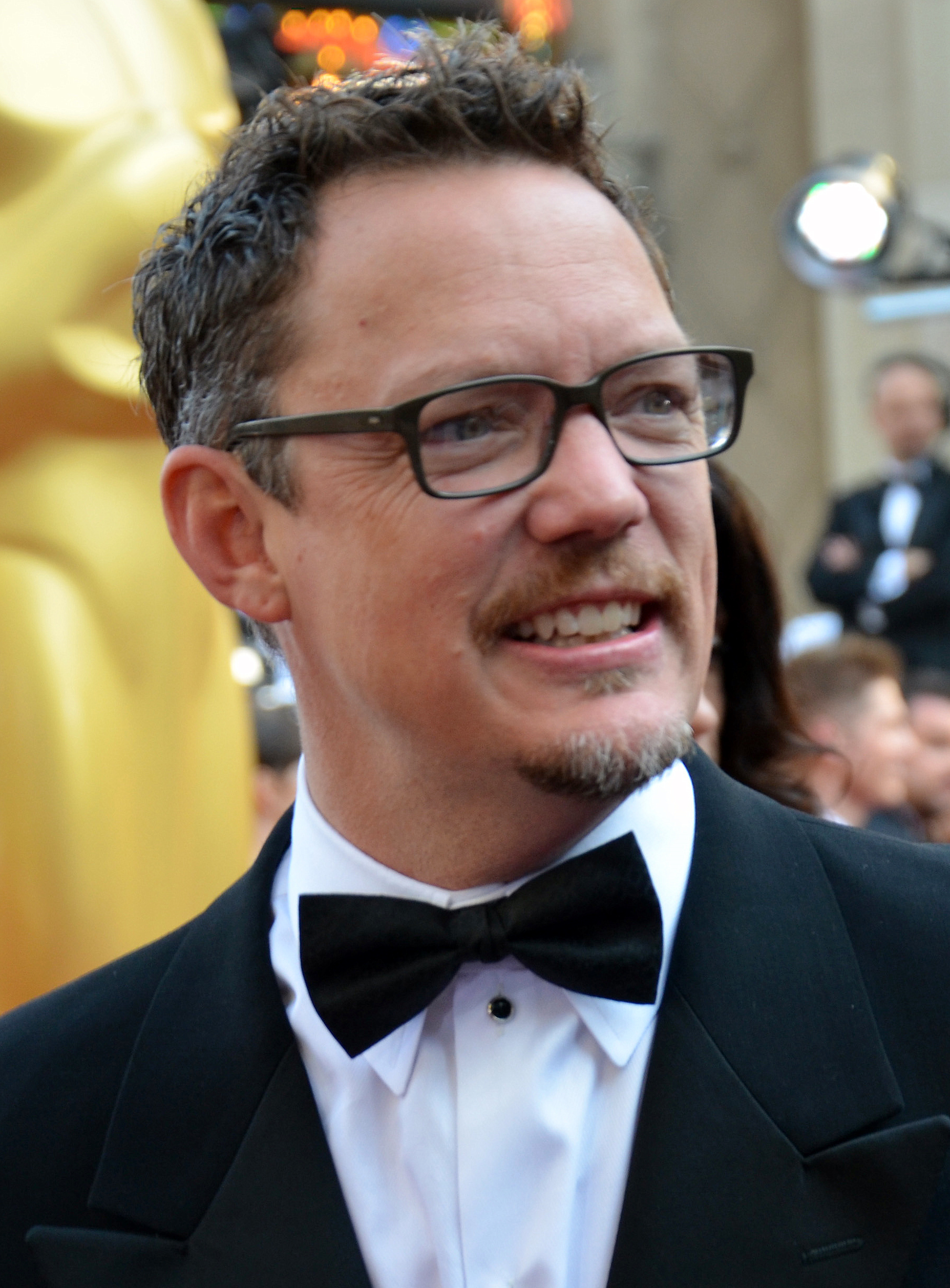
Matthew Lillard interpreta Luke Rykov
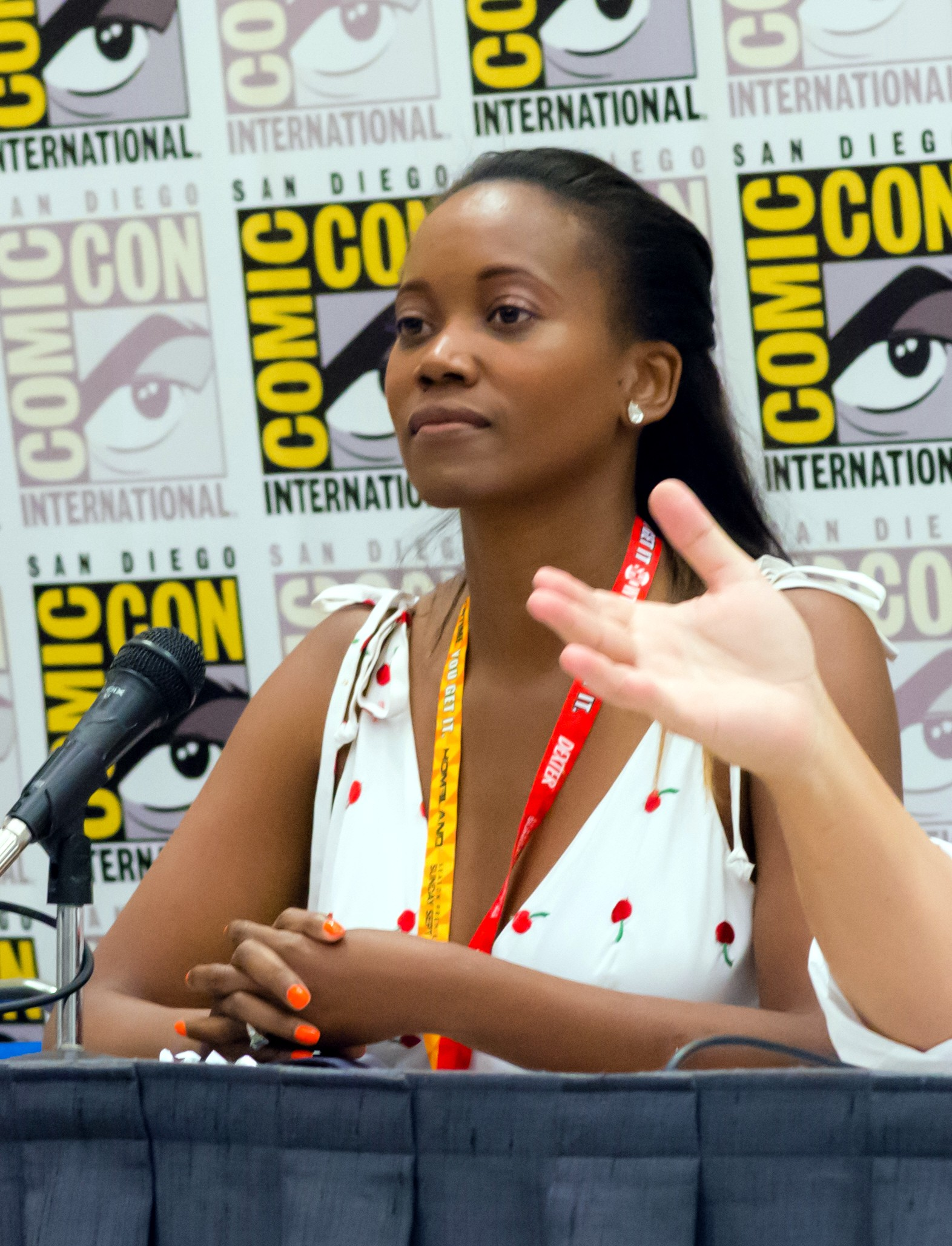
Erika Alexander interpreta Connie Irving
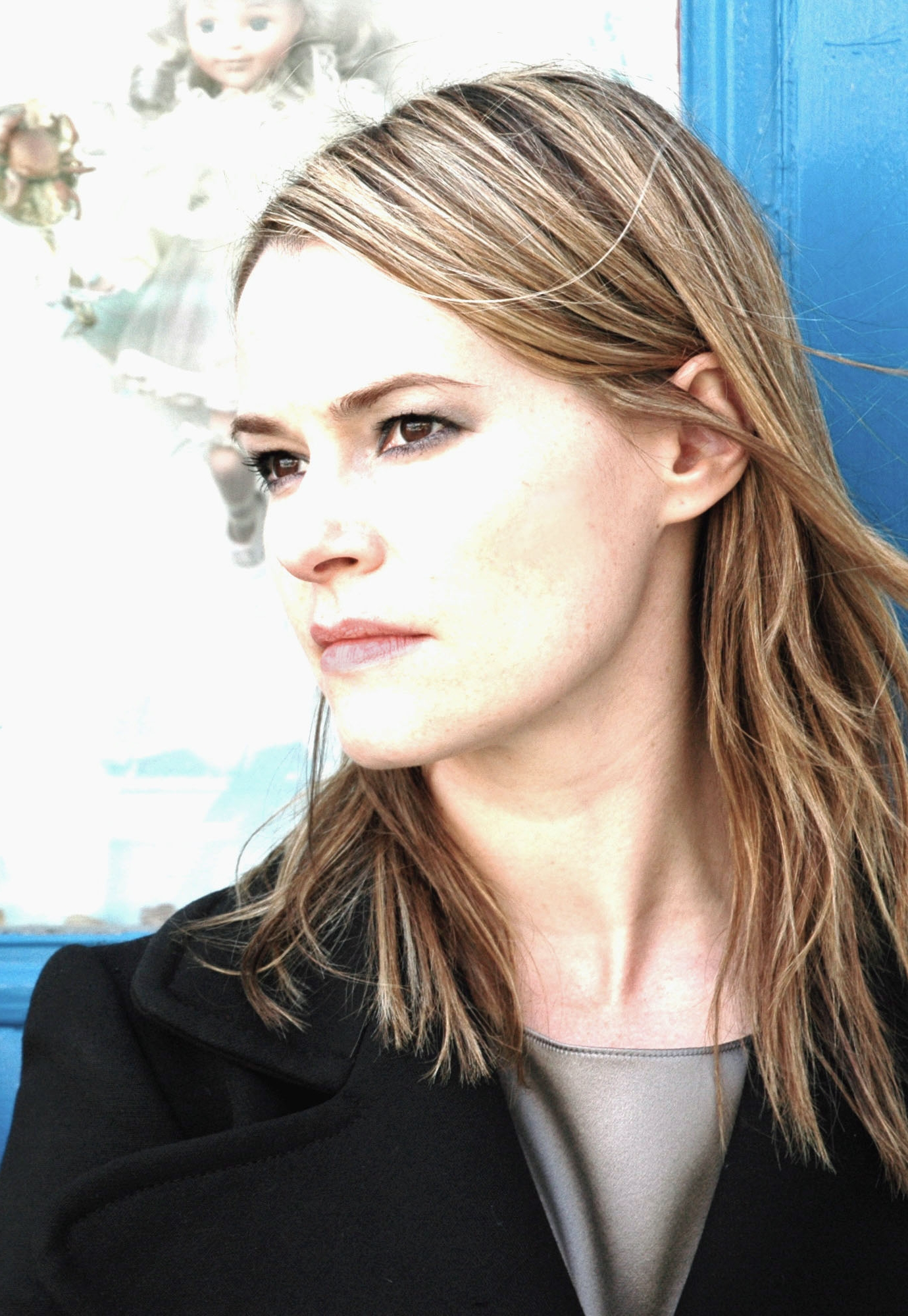
Leisha Hailey interpreta Maureen O'Grady
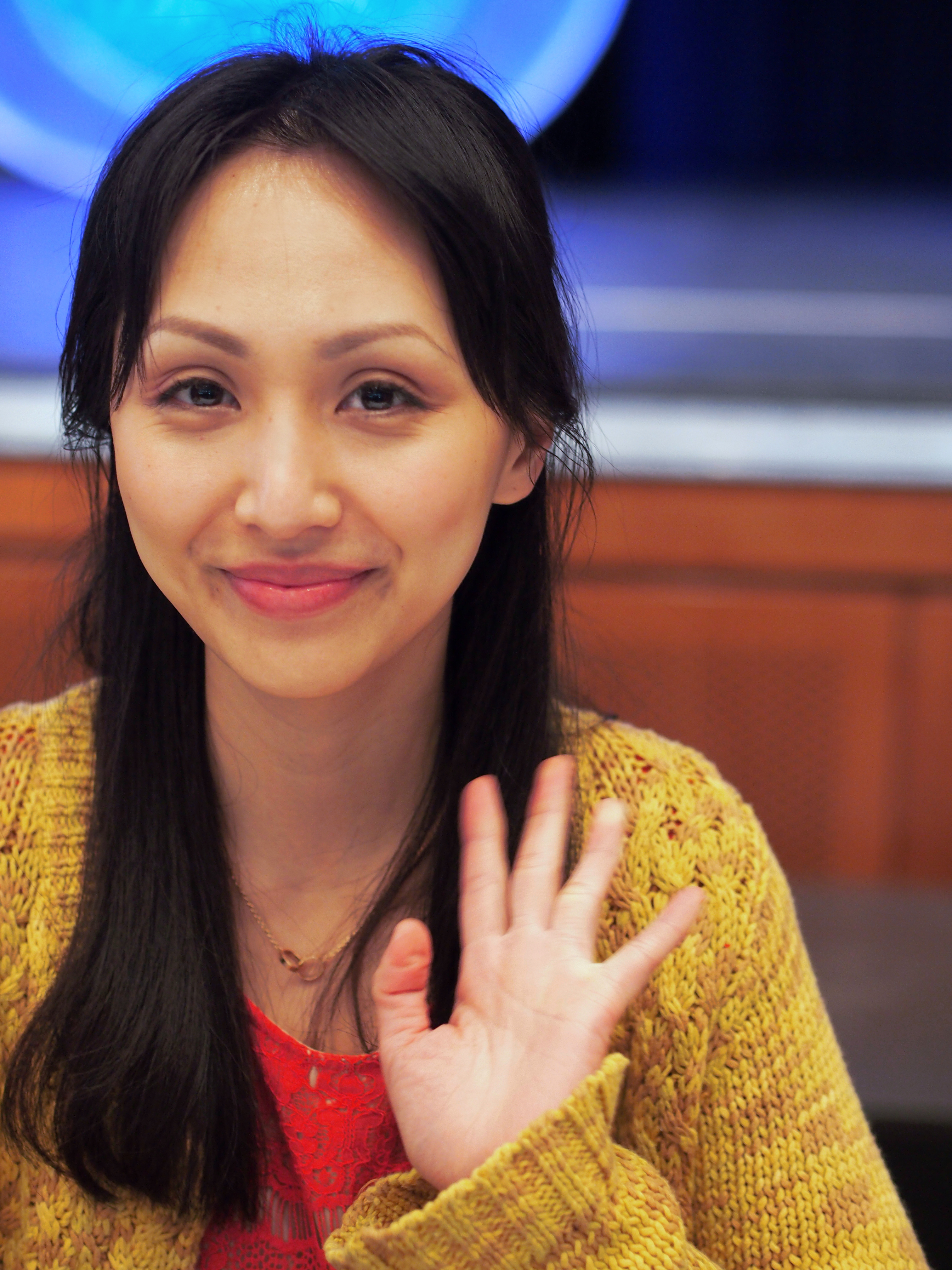
Linda Park interpreta Jun Park

## Produzione
La prima stagione s'ispira ai romanzi La bionda di cemento, La città delle ossa e Il cerchio del lupo.
Il 18 marzo 2015, la serie è stata rinnovata per una seconda stagione, che si ispira ai romanzi L'ombra del coyote, Musica dura e La caduta.
Nell'aprile 2016, Amazon ha rinnovato la serie per una terza stagione ispirata ai romanzi La memoria del topo e Il buio oltre la notte.
Nell'ottobre 2016, la serie è stata rinnovata per una quarta stagione ispirata al romanzo Il ragno.
Il 19 aprile 2019, a poche settimane dalla pubblicazione del romanzo Doppia verità di cui è trasposizione televisiva, è stata pubblicata la quinta stagione della serie sul servizio on demand Prime Video.
Una sesta stagione è uscita il 16 aprile 2020, mentre la settima e ultima stagione è stata confermata nel febbraio 2020.